# Zbiornik Goczałkowicki - Ujście Wisły i Bajerki
Zbiornik Goczałkowicki - Ujście Wisły i Bajerki este o arie protejată (sit de importanță comunitară — SCI) din Polonia întinsă pe o suprafață de 1.650,26 ha, integral pe uscat.

## Localizare
Centrul sitului Zbiornik Goczałkowicki - Ujście Wisły i Bajerki este situat la coordonatele 49°55′13″N 18°52′15″E / 49.9203°N 18.8708°E.

## Înființare
Situl Zbiornik Goczałkowicki - Ujście Wisły i Bajerki a fost declarat sit de importanță comunitară în octombrie 2009 pentru a proteja 1 specie de plante și 5 specii de animale.

## Biodiversitate
Situată în ecoregiunea continentală, aria protejată conține 2 habitate naturale: Lacuri eutrofice naturale cu vegetație de tip Magnopotamion sau Hydrocharition, Păduri aluvionare cu Alnus glutinosa și Fraxinus excelsior (Alno-Padion, Alnion incanae, Salicion albae).
La baza desemnării sitului se află mai multe specii protejate:
- plante (1): Marsilea quadrifolia
- amfibieni (2): buhai de baltă cu burta roșie (Bombina bombina), triton cu creastă (Triturus cristatus)
- mamifere (2): castor (Castor fiber), vidră de râu (Lutra lutra)
- pești (1): țipar (Misgurnus fossilis)